# Силагадзе, Леван Нодарович
Леван Нодарович Силагадзе (груз. ლევან ნოდარის ძე სილაგაძე; 4 августа 1976, Рустави, Грузинская ССР, СССР) — грузинский футболист. В настоящее время — спортивный директор клуба «Металлург» из Рустави.

## Биография

### Клубная карьера
Воспитанник школы «Металлурга» из его родного города. Начинал в 1993 году в «Имеди». В 1996 году попал в первую команду «Металлурга». В 1997 году вместе с Александром Рехвиашвили и Давидом Чаладзе перебрался в латвийский «Сконто», грузинские игроки стали первыми легионерами рижского клуба. В январе 2000 года на правах аренды перешёл в российскую «Аланию». В чемпионате России дебютировал 25 марта того года в выездном матче 1-го тура против московского «Спартака». Далее играл за Локомотив из Тбилиси и кутаисское «Торпедо». В 2002 году перебрался в казанский «Рубин», где был основным защитником клуба в Первом дивизионе, однако стал жертвой укрепления команды перед стартом в Высшем российском дивизионе. В следующем сезоне он выступал немного, но 12 матчей за сезон — не то, на что рассчитывал Силагадзе, поэтому по окончании сезона он покинул Казань. Леван был замечен в иерусалимском «Бейтаре» и запорожском «Металлург (Запорожье)», но постоянно играл он только в грузинских клубах. Последним клубом Силагадзе стал азербайджанский «Стандард», где он и закончил с футболом в 2010 году, получив травму.

### Карьера в сборной
Привлекался Владимиром Гуцаевым к играм молодёжной сборной в квалификации чемпионата Европы 1998 года, грузины заняли тогда 2-е место в сложной группе с Англией, Италией, Польшей и Молдавией. С 1998 по 2001 год провёл 21 матч в составе сборной Грузии.